# Pulitzer-Preis 1946
Der Pulitzer-Preis 1946 war die 30. Verleihung des renommierten US-amerikanischen Literaturpreises. Es wurden Preise in 11, der insgesamt 14 Kategorien im Bereich Journalismus und dem Bereich Literatur, Theater und Musik vergeben.
Die Jury des Pulitzer-Preises bestand aus 16 Personen, unter anderem dem Chefredakteur des Kansas City Star Roy A. Roberts und Frank D. Fackenthal, Präsident der Columbia-Universität.

## Preisträger
| Kategorie                                                                        | Preisträger                                   | Begründung |
| -------------------------------------------------------------------------------- | --------------------------------------------- | --- |
| Dienst an der Öffentlichkeit (Public Service)                                    | The Scranton Times                            | Preis verliehen für 15-jährige Untersuchung der Rechtsprechung am Bezirksgericht Pennsylvania, die zur Entfernung des Bezirksrichters führte.                                             |
| Berichterstattung (Reporting)                                                    | William Leonard Laurence, The New York Times  | Preis verliehen für den Augenzeugenbericht über den Atombombenabwurf über Nagasaki und die Artikelserie zur Entwicklung und Konstruktion der Bombe.                                       |
| Korrespondenz (Correspondence)                                                   | Arnaldo Cortesi, The New York Times           | Preis verliehen für die Berichterstattung im Jahr 1945, insbesondere die Berichte aus Buenos Aires.                                                                                       |
| Berichterstattung im Inland per Telegrafie (Telegraphic Reporting – National)    | Edward A. Harris, St. Louis Post-Dispatch     | Preis verliehen für seine Artikel zur Tidewater Oil-Situation, die zu den landesweiten Protesten gegen die Ernennung von Edwin W. Pauley zum Unterstaatssekretär der US-Marine beitrugen. |
| Auslandsberichterstattung per Telegrafie (Telegraphic Reporting – International) | Homer William Bigart, New York Herald Tribune | Preis verliehen für die Berichterstattung im Jahr 1945 aus dem Kriegsgebiet im Pazifik.                                                                                                   |
| Leitartikel (Editorial Writing)                                                  | Hodding Carter, The Delta Democrat-Times      | Preis verliehen für die Artikel im Laufe des Jahres mit dem Thema rassistische, religiöse und wirtschaftliche Intoleranz, am Beispiel des Artikels Go for Broke.                          |
| Karikatur (Editorial Cartooning)                                                 | Bruce Alexander Russell, Los Angeles Times    | Preis verliehen für Time to Bridge That Gulch. |
| Fotografie (Photography)                                                         | nicht vergeben                                | nicht vergeben |

| Kategorie                                                   | Preisträger                                                                         |
| ----------------------------------------------------------- | ----------------------------------------------------------------------------------- |
| Roman (Novel)                                               | nicht vergeben                                                                      |
| Theater (Drama)                                             | State of the Union (dt. Titel: Der Beste Mann) von Russel Crouse und Howard Lindsay |
| Geschichte (History)                                        | The Age of Jackson von Arthur Meier Schlesinger                                     |
| Biographie oder Autobiographie (Biography or Autobiography) | Son of the Wilderness von Linnie Marsh Wolfe                                        |
| Dichtung (Poetry)                                           | nicht vergeben                                                                      |
| Musik (Music)                                               | The Canticle of the Sun von Leo Sowerby                                             |